# Winna Góra (Groot-Polen)
Winna Góra is een dorp in de Poolse woiwodschap Groot-Polen. De plaats maakt deel uit van de gemeente Środa Wielkopolska.